# Elsie Ferguson
Pour les articles homonymes, voir Ferguson.
Elsie (Louise) Ferguson est une actrice américaine, née le 19 août 1883 à New York (État de New York), morte le 15 novembre 1961 à New London (Connecticut).

## Biographie

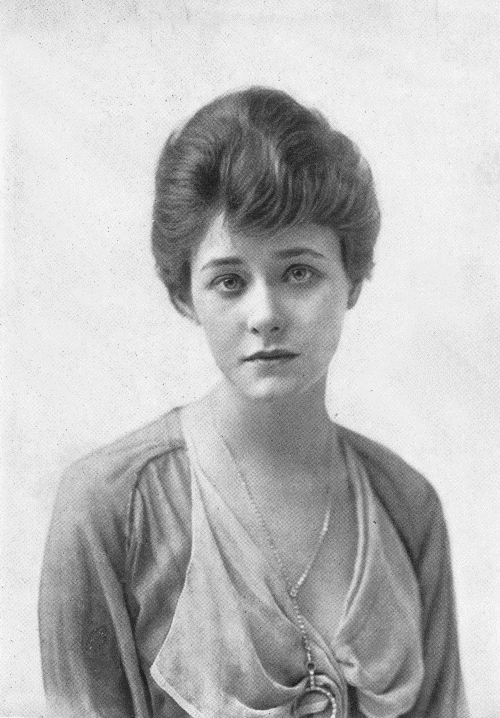
Photographiée vers 1916

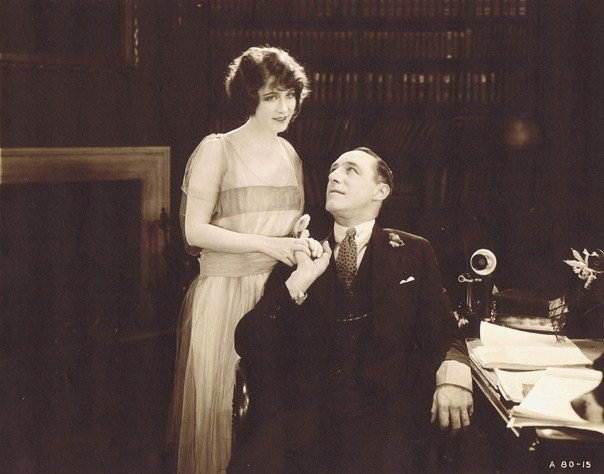
Avec Lumsden Hare, dans The Avalanche (1919)

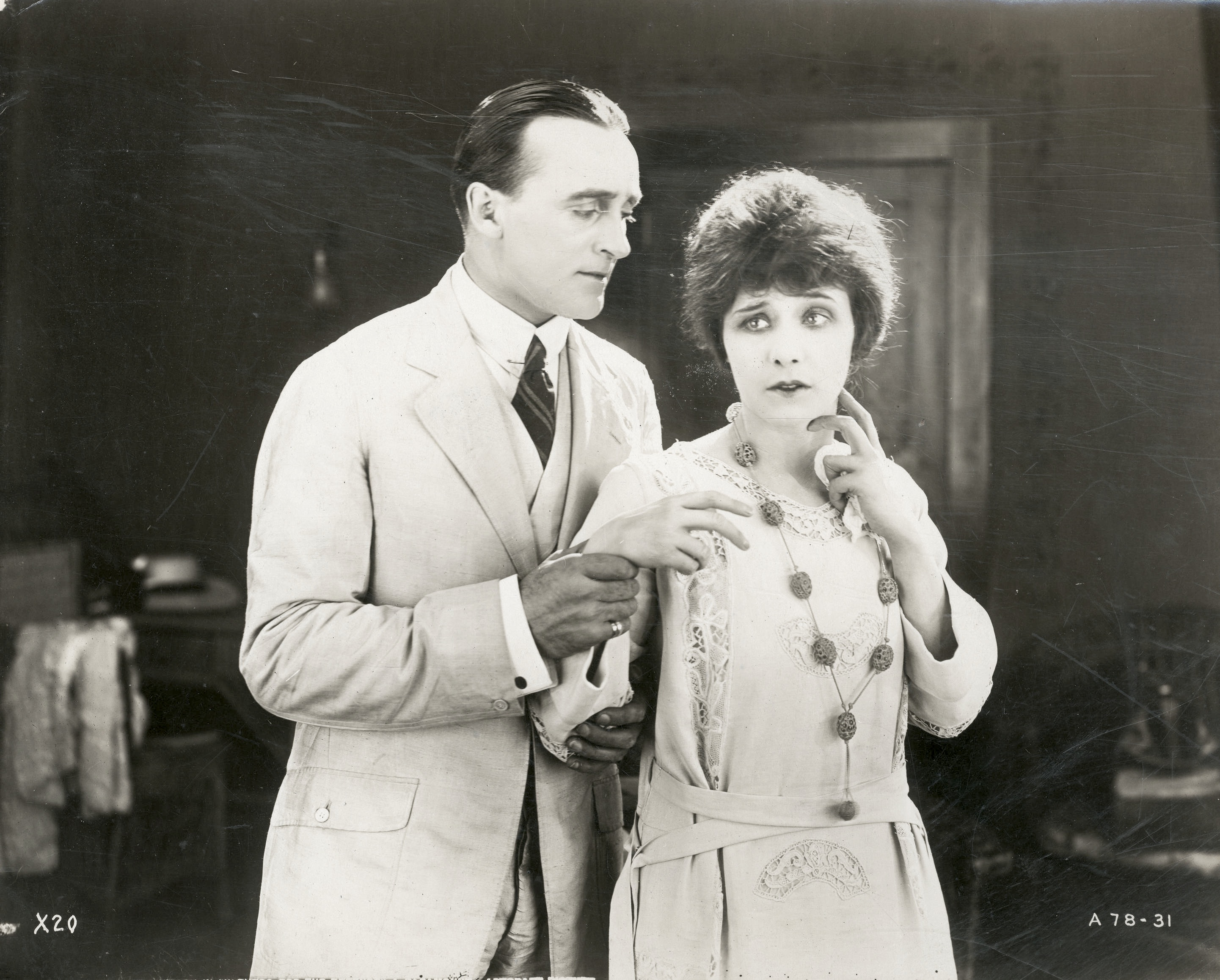
Avec Wyndham Standing, dans The Witness for the Defense (1919)

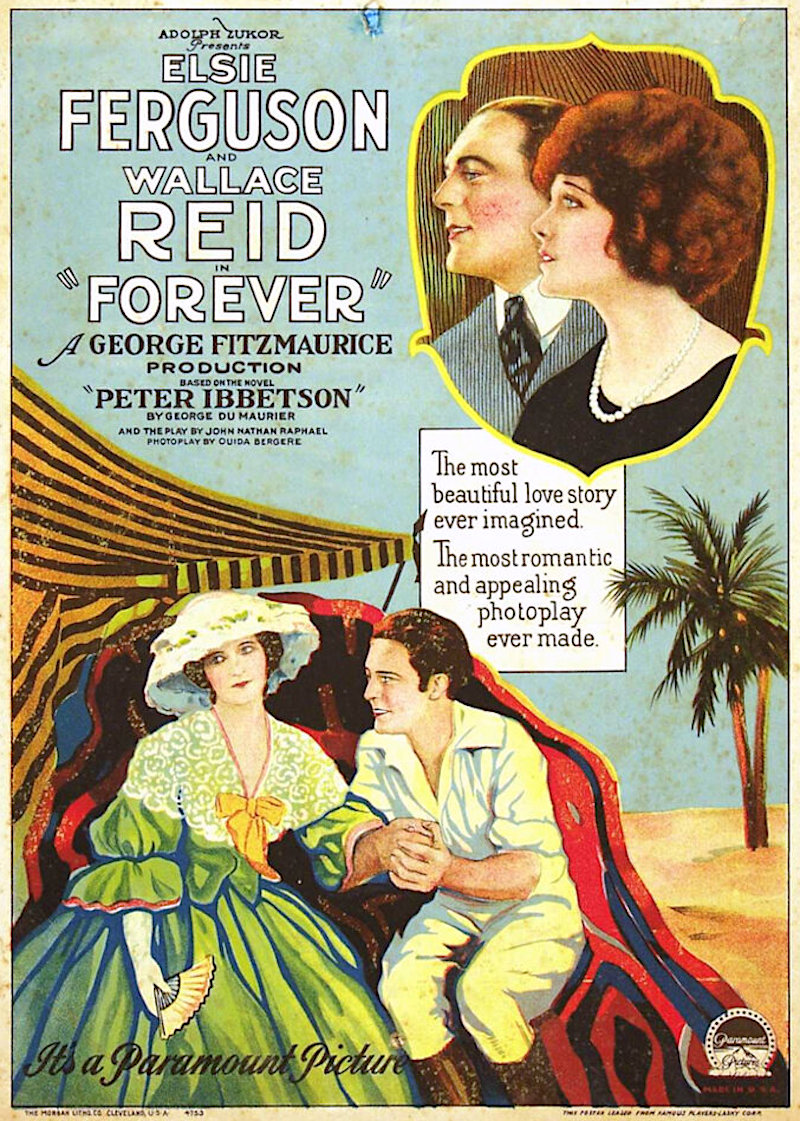
Poster promotionnel pour Forever (1921)

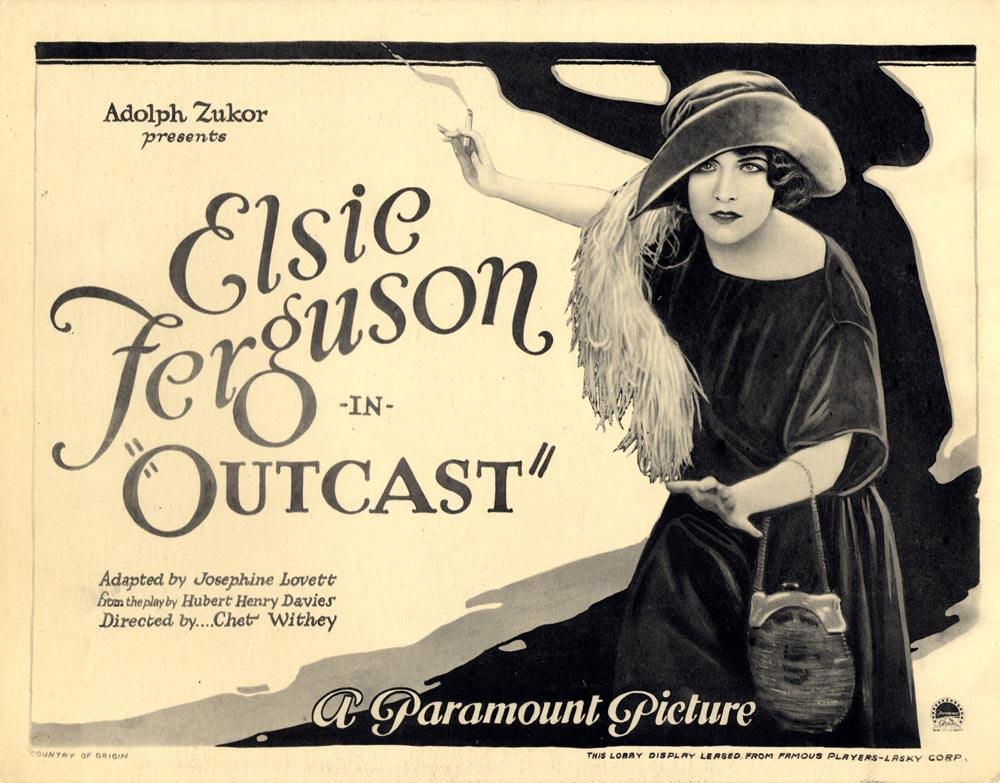
Poster promotionnel pour Outcast (1922)

Très active au théâtre, Elsie Ferguson joue notamment à Broadway (New York), où elle débute en 1901 dans la comédie musicale The Liberty Belles, avec Harry Davenport. Outre trois autres comédies musicales de 1902 à 1905, elle s'illustre régulièrement au théâtre new-yorkais jusqu'en 1929, dans vingt-quatre pièces (dont des productions de Charles Frohman ou Henry B. Harris). Parmi ses partenaires à Broadway, mentionnons Frederick Worlock — son troisième époux de 1924 à 1930 (divorce) — dans deux pièces, dont une adaptation de La Grande Duchesse et le Garçon d'étage d'Alfred Savoir (avec également Basil Rathbone) en 1925.
Accaparée par cette carrière théâtrale, Elsie Ferguson apparaît au cinéma dans seulement vingt-six films muets américains (dont des productions Famous Players-Lasky Corporation), la plupart réputés perdus à ce jour. Les deux premiers, sortis en 1917, sont La Délaissée (avec Lumsden Hare et Pedro de Cordoba) et Les Étapes du bonheur (avec Elliott Dexter), réalisés par Maurice Tourneur. Mentionnons aussi deux réalisations de George Fitzmaurice, The Witness for the Defense (en) (1919, avec Warner Oland et Wyndham Standing) et Forever (en) (ou Peter Ibbetson, 1921, avec Wallace Reid et Montagu Love), ainsi que Sacred and Profane Love (en) de William Desmond Taylor (1921, avec Conrad Nagel) — adaptation de la pièce éponyme d'Arnold Bennett qu'elle venait de créer à Broadway en 1920 —.
Après The Unknown Lover (en) de Victor Halperin (avec Mildred Harris), son dernier film muet sorti en 1925, elle revient à l'écran pour son seul film parlant, Scarlet Pages de Ray Enright (avec Marian Nixon, John Halliday et Grant Withers), produit par Warner Bros. et sorti en 1930.
Scarlet Pages est l'adaptation de son avant-dernière pièce (même titre) à Broadway en 1929, aux côtés de Jean Adair et Claire Luce. Elle retourne sur les planches new-yorkaises pour une ultime prestation de novembre 1943 à janvier 1944, dans Outrageous Fortune de Rose Franken (en), avec Margaret Hamilton et Maria Ouspenskaya.

## Théâtre à Broadway (intégrale)

### Comédies musicales
- 1901-1902 : The Liberty Belles, musique de Louis Ferdinand Gottschalk et autres, lyrics et livret de Harry B. Smith, avec Harry Davenport
- 1902 : The Wild Rose, musique de Ludwig Englander, lyrics et livret de Harry B. Smith et George V. Hobart
- 1903-1905 : The Girl from Kays, musique d'Ivan Caryll et autres, lyrics d'Adrian Ross et Claude Aveling, livret de Cecil Cook, coproduction de Charles Frohman, avec Harry Davenport
- 1905 : Miss Dolly Dollars, musique et orchestrations de Victor Herbert, lyrics et livret de Harry B. Smith

### Pièces
- 1902 : The New Clown d'H.M. Paull, production de Charles Frohman, avec George Irving
- 1904 : The Second Fiddle de Gordon Blake
- 1906 : Julie Bonbon de (et avec) Clara Lipman
- 1906 : Brigadier Gerard, d'après les écrits d'Arthur Conan Doyle, coproduction de Charles Frohman
- 1908 : Pierre of the Plains de (et avec) Edgar Selwyn, production d'Henry B. Harris
- 1908-1909 : The Battle de Cleveland Moffett, avec H. B. Warner
- 1909 : Such a Little Queen de Channing Pollock, production d'Henry B. Harris, avec Jessie Ralph
- 1910 : Caste de Thomas William Robertson, production de Charles Frohman
- 1911-1912 : The First Lady in the Land de Charles Frederick Nirdlinger, production d'Henry B. Harris, avec Lowell Sherman
- 1913 : Rosedale de Lester Wallack, avec Robert Warwick
- 1913 : Arizona d'Augustus Thomas
- 1913 : The Strange Woman de William J. Hurlbut, avec Charles Waldron
- 1914-1915 : Outcast d'Hubert Henry Davies, coproduction de Charles Frohman (rôle repris dans l'adaptation au cinéma de 1922, même titre : voir filmographie ci-après)
- 1916 : Margaret Schiller d'Hall Caine
- 1916 : Le Marchand de Venise (The Merchant of Venice) de William Shakespeare
- 1916-1917 : Shirley Kaye d'Hulbert Footner
- 1920 : Sacred and Profane Love d'Arnold Bennett (rôle repris dans l'adaptation au cinéma de 1921, même titre : voir filmographie ci-après)
- 1921-1922 : The Varying Shore de Zoe Akins
- 1924 : The Moon-Flower de Lajos Biró, adaptation de Zoe Akins, avec Sidney Blackmer, Frederick Worlock
- 1924 : She stoops to conquer d'Oliver Goldsmith, décors de Norman Bel Geddes, avec Harry Beresford, Helen Hayes, J.M. Kerrigan, Selena Royle, Basil Sydney
- 1924-1925 : Carnaval (Farsang - Carnival) de Ferenc Molnár, adaptation de Melville Baker, mise en scène de Frank Reicher, avec Berton Churchill, Stanley Logan
- 1925 : La Grande Duchesse et le Garçon d'étage (The Grand Duchess and the Waiter) d'Alfred Savoir, adaptation mise en scène par Frank Reicher, avec Basil Rathbone, Alison Skipworth, Frederick Worlock
- 1927 : The House of Women de Louis Bromfield, avec Walter Abel
- 1929 : Scarlet Pages de Samuel Shipman et John B. Hymer, avec Jean Adair, Claire Luce (rôle repris dans l'adaptation au cinéma de 1930, même titre : voir filmographie ci-après)
- 1943-1944 : Outrageous Fortune de (et mise en scène par) Rose Franken, avec Eduard Franz, Margalo Gillmore, Margaret Hamilton, Maria Ouspenskaya

## Filmographie complète
- 1917 : La Délaissée (Barbary Sheep) de Maurice Tourneur
- 1917 : Les Étapes du bonheur (The Rise of Jennie Cushing) de Maurice Tourneur
- 1918 : Les Yeux morts (Rose of the World) de Maurice Tourneur
- 1918 : The Lie de J. Searle Dawley
- 1918 : The Song of Songs de Joseph Kaufman
- 1918 : Maison de poupée (A Doll's House) de Maurice Tourneur
- 1918 : Under the Greenwood Tree d'Émile Chautard
- 1918 : The Danger Mark d'Hugh Ford
- 1918 : L'Auberge isolée (Heart of the Wilds) de Marshall Neilan
- 1918 : The Spirit That Wins (court métrage, réalisateur non-spécifié)
- 1919 : The Avalanche de George Fitzmaurice
- 1919 : The Marriage Price d'Émile Chautard
- 1919 : A Society Exile (en) de George Fitzmaurice
- 1919 : Eyes of the Soul d'Émile Chautard
- 1919 : The Witness for the Defense (en) de George Fitzmaurice
- 1919 : His Parisian Wife d'Émile Chautard
- 1919 : Counterfeit de George Fitzmaurice
- 1920 : His House in Order (en) d'Hugh Ford
- 1920 : Le Poids du passé (Lady Rose's Daughter) d'Hugh Ford
- 1921 : Sacred and Profane Love de William Desmond Taylor
- 1921 : Footlights de John S. Robertson
- 1921 : Forever (en) ou Peter Ibbetson de George Fitzmaurice
- 1922 : A Trip to Paramountown (court métrage, réalisateur non-spécifié ; caméo, elle-même)
- 1922 : Outcast de Chester Withey
- 1924 : Broadway After Dark de Monta Bell (caméo, elle-même)
- 1925 : The Unknown Lover de Victor Halperin
- 1930 : Scarlet Pages de Ray Enright